# Râul Ogooué
Ogooué este cel mai important curs de apă de pe teritoriul statului Gabon. Lung de 1200 km, Ogooué își are izvoarele în Podișul Batéké, nu departe de localitatea Kengue din Congo. Se varsă în Golful Guineei la sud de orașul Port-Gentil. O mare parte a bazinului său hidrografic se regăsește pe teritoriul Gabonului.